# Jištěrpy (zámek)
Zřícenina zámku Jištěrpy je torzo původně renesančního zámku přestavěného ze starší tvrze a zbořeného v 19. století. Nachází se ve vesnici Jištěrpy, části obce Chotiněves v okrese Litoměřice. Pozůstatky zámku jsou od roku 1964 chráněny jako kulturní památka České republiky.

## Historie
Tvrz Jištěrpy je poprvé zmiňována roku 1318 jako majetek jistého Výšeho, byť ves stejného jména je o poznání starší – prvně se připomíná patrně již roku 1057. Zdejší feudální sídlo bylo zpočátku v majetku vladyků z Jištěrp, v letech 1417 – 1454 je držel Petřík z Lejen. Na dlouhou dobu poslední zpráva o existenci jištěrpské tvrze je datována k roku 1456.
Znovu se pak Jištěrpy objevují v písemných pramenech v první polovině 16. století, kdy je v letech 1528 – 1543 vlastnil Zikmund z Blatna. Po něm zdědil zdejší majetek jeho syn Habart a následně Albrecht z Blatna. Právě on zahájil okolo roku 1589 přestavbu staré tvrze na renesanční zámek, kterou ovšem nedokončil. Místo toho prodal roku 1593 Jištěrpy Janu Sezimovi z Ústí. Stavební práce na zámku skončily až po roce 1605 za Jiřího Viléma, syna Jana Sezimy. Ten ale o panství přišel v důsledku pobělohorských konfiskací a Jištěrpy přešly do majetku jezuitského řádu. V době morových epidemií sem byla přesouvána výuka z pražského Klementina. Pro potřeby řádu byl objekt rovněž stavebně upravován. Nechvalně vstoupil zámek do historie roku 1680, kdy byl na jeho nádvoří vynesen rozsudek smrti pro několik předáků poddanského povstání. Asi okolo roku 1724 byl zámek, nejspíše za účasti Kiliána Ignáce Dientzenhofera, barokně přestavěn.
Po zrušení jezuitského řádu roku 1773 byl zámek využíván již jen k hospodářským účelům a rychle chátral, čemuž roku 1778 do značné míry napomohla zde ubytovaná pruská armáda. Selhal rovněž pokus o úpravu objektu na textilní manufakturu. Namísto toho byla silně zchátralá a samovolné destrukci podléhající stavba po roce 1806 rozebrána na stavební materiál.

## Popis historického stavu
Jištěrpský zámek byl v dobách své největší slávy prostornou čtyřkřídlou patrovou stavbou s klenbami v přízemí i prvním patře. Pod budovou se nacházely hluboké vinné sklepy, zčásti dodnes dochované. Z místností v přízemí je vzpomínána kuchyně, refektář z doby jezuitské přestavby a především sloupová vstupní síň. První patro bylo přístupné pohodlným kamenným schodištěm. Nejvýznamnější prostorou zde byl velký sál s erbovní výzdobou. Nákladnost zámecké stavby dokládala vysoká úroveň zpracování kamenických prvků. K objektu přiléhala okrasná a užitková zahrada, v níž se nacházela barokní kaple sv. Kiliána, jejíž autorství je připisováno Kiliánu Ignáci Dientzenhoferovi.

## Popis současného stavu
Ze zámku se dochovala část podezdívky se zesíleným nárožím, zbytky vinných sklepů a několik kamenických článků druhotně použitých ve zdivu vesnických stavení.